# Les Bizots
Les Bizots é uma comuna francesa na região administrativa de Borgonha-Franco-Condado, no departamento Saône-et-Loire. Estende-se por uma área de 21,45 km². Em 2010 a comuna tinha 479 habitantes (densidade: 22,3 hab./km²).